# Cantón de Mayena-Este
El cantón de Mayena-Este era una división administrativa francesa, que estaba situada en el departamento de Mayenne y la región de Países del Loira.

## Composición
El cantón estaba formado por once comunas, más una fracción de la comuna que le daba su nombre:
- Aron
- Belgeard
- Commer
- Grazay
- La Bazoge-Montpinçon
- La Bazouge-des-Alleux
- Marcillé-la-Ville
- Martigné-sur-Mayenne
- Mayenne (fracción)
- Moulay
- Sacé
- Saint-Fraimbault-de-Prières

## Supresión del cantón de Mayena-Este
En aplicación del Decreto nº 2014-209 de 21 de febrero de 2014, el cantón de Mayena-Este fue suprimido el 22 de marzo de 2015 y sus 12 comunas pasaron a formar parte; nueve del nuevo cantón de Lassay-les-Châteaux una del nuevo cantón de Bonchamp-lès-Laval, una del nuevo cantón de Évron y una del nuevo cantón de Mayena.